# Société d'émancipation de Pennsylvanie
La Société d'émancipation de Pennsylvanie est l'une des sociétés pour l'abolition graduelle de l'esclavage qui se sont constituées dans diverses villes des États-Unis dans le dernier quart du XVIIIe siècle.
La Société d'émancipation de Pennsylvanie, fondée en 1775, eut pour premier président Benjamin Franklin et entraîna à sa suite la société d'émancipation de l’État de New York, qui se constitua en 1785, avec pour deux premiers présidents John Jay et Alexander Hamilton. Des sociétés d'émancipation identiques se formèrent dans le Connecticut, le Rhode Island, le Delaware et même la Virginie, où l'esclavage était une force économique majeure. Toutes ces sociétés contribuèrent à l'extinction de l'esclavage, parfois avant la fin de la guerre d'indépendance américaine, dans plusieurs États du nord.
En juillet 1793, deux mille réfugiés français de Saint-Domingue en Amérique, fuyant la révolution noire s'installèrent à Philadelphie, capitale de la république américaine, d'où ils activèrent des réseaux de lobbying pour chercher de nouvelles terres. Ils emmènent avec eux leurs esclaves, qui découvrent la liberté, la Pennsylvanie ayant voté une loi d'émancipation des esclaves dès 1780, qui prévoyait l'émancipation de toute personne vivant dans l'État depuis au moins six mois : 456 esclaves sont alors émancipés, par la Société d'émancipation de Pennsylvanie entre 1793 et 1796, même si leurs maîtres ont tenté de contourner cette loi.
Le scientifique exilé François Alexandre Frédéric de La Rochefoucauld-Liancourt fut témoin des astuces et combats juridiques menés autour de cette émancipation, l'une d'entre elles consistant à placer les esclaves sous un contrat de travail courant jusqu'à l'âge de 28 ans, permettant de déjouer la colère des États esclavagistes et des réfugiés français de Saint-Domingue en Amérique.
Après sa défaite lors des élections législatives, le mouvement des adversaires de l'esclavage se radicalisa dans certains États et s'affaiblit dans d'autres. En janvier 1831, William Lloyd Garrison fonda à Boston le Libérateur, journal dans lequel il soutint que la possession d'esclaves est un péché devant Dieu et que l'affranchissement immédiat est le droit de tout esclave et le devoir de tout maître. Le 1er janvier 1832, la première société établie d'après ces principes fut organisée à Boston sous la présidence du quaker Arnold Buffum. En décembre 1833, la Société américaine antiesclavagiste fut constituée à Philadelphie, avec Arthur Tappan comme premier président. Elle s'opposa à la formation d'un parti abolitionniste distinct, cherchant à propager ses idées parmi les membres de tous les partis.